# Xanthisthisa tergorinota
Xanthisthisa tergorinota là một loài bướm đêm trong họ Geometridae.